# 375 Урсула
375 Урсула (375 Ursula) — астероїд головного поясу, відкритий 18 вересня 1893 року Огюстом Шарлуа у Ніцці.
Тіссеранів параметр щодо Юпітера — 3,148.